# Tribalism
Tribalism es el segundo álbum recopilatorio de la banda británica de post-hardcore Enter Shikari, lanzado el 22 de febrero de 2010. El álbum contiene dos pistas nuevas, caras B, remixes y pistas en vivo. Se lanzó una versión de edición limitada del álbum en un paquete de caja que también contenía una calcomanía, un póster e insignias. Solo se fabricaron 1.000 de esta edición.

## Lista de canciones
Todas las canciones escritas y compuestas por Enter Shikari. 
| Tribalism |                                                     |          |  |
| N.º       | Título                                              | Duración |  |
| 1.        | «Tribalism»                                         | 5:05     |  |
| 2.        | «Thumper»                                           | 3:44     |  |
| 3.        | «All Eyes on the Saint»                             | 5:51     |  |
| 4.        | «We Can Breathe in Space» (Radio Edit)              | 4:03     |  |
| 5.        | «Insomnia» (cover de Faithless; Live @ Brixton '07) | 4:32     |  |
| 6.        | «Juggernauts» (Nero Remix)                          | 5:01     |  |
| 7.        | «No Sleep Tonight» (The Qemists Remix)              | 5:58     |  |
| 8.        | «Wall» (High Contrast Remix)                        | 4:32     |  |
| 9.        | «No Sleep Tonight» (Mistabishi Remix)               | 4:16     |  |
| 10.       | «Juggernauts» (Blue Bear's True Tiger Remix)        | 4:55     |  |
| 11.       | «No Sleep Tonight» (Rout Remix)                     | 4:11     |  |
| 12.       | «No Sleep Tonight» (LightsGoBlue Remix)             | 4:37     |  |
| 13.       | «Havoc A» (Live '09)                                | 1:47     |  |
| 14.       | «Labyrinth» (Live '09)                              | 3:24     |  |
| 15.       | «Hectic» (Live '09)                                 | 4:01     |  |